# Giant’s Ring
Der Giant's Ring (deutsch Riesenring) von Ballynahatty ist ein Hengemonument, eine nahezu kreisförmige Einhegung von über 180 m Durchmesser.  Er liegt südlich von Belfast, im County Down in Nordirland, nahe einer der Shaw's Bridges, in der Nähe einer Furt durch den Lagan, auf einem etwa 100 ha großen sandigen Plateau. Der von fünf Durchlässen unterbrochene Wall ist etwa 3,6 m hoch und stellenweise über 18,0 m breit. Er ist eines der größten und besterhaltenen Henges Irlands. 
Östlich der Ringmitte liegt eine Megalithanlage, bestehend aus fünf Tragsteinen und einem Deckstein (ursprünglich zwei). Wahrscheinlich handelt es sich um die Reste eines einfachen Passage Tomb. Weniger als 100 m entfernt verläuft nördlich des Henges von West nach Ost ein niedriger, fünf Meter breiter Wall. An seinem Westende befindet sich ein großer Felsblock als einziges Merkmal. 
Bereits kurz nach 3000 v. Chr. entstanden die als Ballynahatty 5 und 6 bezeichneten Holzstrukturen. Sie wurden durch den großen Erdwall, der jetzt um das bereits vorhandene Steingrab entstand, ersetzt oder ergänzt. Während der Ring die südöstliche Ecke des Plateaus beherrscht, liegen Ballynahatty 5 und 6 am Rand eines Grates, von dem aus man den Ring überblicken kann. Sie bestehen aus einem rechteckigen 100 m × 70 m großen und einem runden Gehege von 16 m Durchmesser, jeweils mit doppelter Palisade. Der Komplex erinnert im Aufbau an Fort Navan.
Die Datierung (vermutlich 4. Jahrtausend v. Chr.), aber auch die Funktionsbestimmung des Monumentes ist schwierig. Vielleicht war es ein Zeremonial- oder Versammlungsplatz.
Etwa sechs Kilometer südlich liegt der ursprüngliche Standort des nach Belfast versetzten Court Tomb von Ballintaggart im County Armagh. 